# Diageo
Diageo plc is een multinational op het gebied van bier en gedestilleerde dranken, met hoofdkantoor in Londen.

## Activiteiten
Diageo is wereldwijd actief en de producten worden verkocht in ongeveer 180 landen. Het bedrijf verkoopt vooral sterkedrank, zoals whisky, rum, wodka en gin, en bijna een vijfde van de omzet wordt behaald met de verkoop van bier (Guinness).
De Verenigde Staten is de belangrijkste afzetmarkt, hier wordt ongeveer twee vijfde van het omzet behaald, maar de bijdrage aan de bedrijfswinst is ruim de helft van het totaal. In zowel Europa als Azië wordt ongeveer een vijfde van de omzet. In Europa wordt een kwart van de bedrijfswinst gerealiseerd. Diageo telt ongeveer 30.000 medewerkers.
Diageo heeft een gebroken boekjaar dat eindigt op 30 juni.

## Geschiedenis
Diageo is opgericht in 1997 na de fusie tussen Guinness plc en Grand Metropolitan plc. De merkenportfolios van beide bedrijven vulden elkaar goed aan, waarbij er weinig tot geen overlap tussen de merkenportefeuilles bestond.
De naam Diageo is een fantasiewoord dat door het marketingbureau Wolff Olins werd bedacht. Het combineert het Latijnse woord "dies" (dag) en het Griekse "geo" (wereld) om aan te geven dat de producten van het bedrijf iedere dag en overal ter wereld genoten worden.
Het bedrijf is een public limited company en is genoteerd aan de Londense aandelenbeurs (London Stock Exchange) en aan de beurs in New York (New York Stock Exchange). Het is opgenomen in de FTSE 100 beursindex.
In 2002 verkocht Diageo de fastfoodketen Burger King aan een investeringsconsortium geleid door het Amerikaanse bedrijf Texas Pacific voor US$ 1,5 miljard. Tot 2000 was Diageo eigenaar van Pillsbury; het verkocht de belangen in dit bedrijf aan General Mills.
Vanaf 2004 werkten Diageo, Heineken en Namibia Breweries (NBL) intensief samen. In 2015 besloot Diageo de belangen in Namibië en Zuid-Afrika te verkopen aan Heineken. Een aandelenbelang van 42,3% in DHN Drinks, 25% van de aandelen in Sedibeng brouwerij in Zuid-Afrika en 15% van de aandelen in NBL gingen voor ₤ 128 miljoen naar Heineken.
In 2008 sloten Diageo en de Nederlandse Nolet Distillery een samenwerkingsovereenkomst. De exclusieve rechten op de distributie van het wodkamerk Ketel One worden ondergebracht in een nieuw op te richten bedrijf waarin de helft van de aandelen in handen komen van Diageo. Diageo betaalde hiervoor € 612 miljoen. De familie Nolet denkt alleen samen met het grotere Diageo te kunnen overleven in de felle concurrentiestrijd in de markt voor sterke dranken. Diageo heeft ook het recht de andere 50% van de aandelen over te nemen.
Medio 2013 breidde Diageo het belang in United Spirits, actief in India, uit naar 25%. In 2014 kocht Diageo een extra aandelenbelang van 26% in United Spirits en kreeg daarmee een meerderheidsbelang. Om deze aandelenkoop te betalen besloot Diageo diverse activiteiten af te stoten. Als eerste werden de hotels verkocht en in oktober 2015 volgde de wijnactiviteiten. Deze laatste werd voor zo'n US$ 600 miljoen verkocht aan het Australische Treasury Wines Estates. De wijnactiviteiten maakten minder dan 5% van de totale omzet uit van Diageo.
In november 2018 maakte Diageo bekend 19 merken te verkopen aan de Amerikaanse concurrent Sazerac. Het betreft de merken Seagram’s VO, Seagram’s 83, Seagram’s Five Star, Myers’s, Parrot Bay, Romana Sambuca, Popov, Yukon Jack, Goldschlager, Stirrings, The Club, Scoresby, Black Haus, Peligroso, Relska, Grind, Piehole, Booth’s en John Begg. De verkoop leverde 340 miljoen pond op en werd in december 2018 afgerond. Na de verkoop kan Diageo zich focussen op de sterker groeiende premium-merken in de Verenigde Staten.

## Merken
Diageo is de houdstermaatschappij van enkele bekende (internationale) drankenmerken, zoals: Guinness, Smirnoff, Captain Morgan, Johnnie Walker,  Tanqueray, Myers's Rum, Gordon's, Crown Royal, J&B, Seagram 7 Crown, Bell's, Archer's, Pimm's, Don Julio, Baileys, Sterling Vineyards, Beaulieu Vineyards, George Dickel en Bushmills.
Het bedrijf is eigenaar van een aantal whisky destilleerderijen: Blair Athol, Caol Ila, Cardow, Clynelish, Cragganmore, Dalwhinnie, Glenkinchie, Glen Ord, Lagavulin, Mortlach, Oban, Royal Lochnagar en Talisker.